# Janne Jönsson
Janne Jönsson, född 27 juni 1861 i Källna socken, död 8 april 1941 i Stockholm, var en svensk fackföreningsman.
Janne Jönsson var son till snickaren och lantbrukaren Jöns Peter Jönsson. Efter en kort skolgäng blev han lantbruksarbetare och 1880-1886 var han arbetare vid Bjuvs kolgruva. Efter att ha varit med och bildat ett fackförbund och organiserat en strejk avskedades Janne Jönsson och vräktes från sin bostad. Efter att ha försörjt sig med tillfälliga arbeten som trädgårdsdräng och kommissionär för Social-Demokraten en tid fick han anställning vid Ljungsgårds gruva men sparkades på nytt sedan varit med om att bilda en fackförening även vid den gruvan. Han arbetade sedan som timmerhandlare Billesholm, samtidigt som han var med om att bilda en fackförening vid kolgruvan i Billesholm.
Därefter var han 1892-1896 arbetare vid Helsingborgs Gummifabriks AB och var 1892-1895 ordförande i arbetsmannafackföreningen där. Janne Jönsson blev 1892 kassör i Skånska grofarbetareförbundet som 1895 ombildades Sveriges grofarbetareförbund, och kom kort därefter att fungera som föreningens ordförande. 1897 valdes han formellt till förbundets ordförande. Han avslutade sitt arbete vid gummifabriken sedan han 1897 anställts på en nyinrättad tjänst som förtroendeman, en tjänst han innehade till 1930. I slutet av 1897 blev han även redaktör för tidningen Grofarbetaren, en post han innehade till 1914.
Hans intensiva arbete för att engagera arbetarna inom sitt fält gjorde snart hans förbund till det största inom LO. Janne Jönsson blev 1899 ledamot av LO:s representantskap och var en av grundarna av Skandinaviska ömsesidighetskommittén 1906 och sekreterare där 1928-1930, ledamot av LO:s landssekretariat 1906-1931 och ledamot av kommittén angående arbetsfredsfrågan 1929. Janne Jönsson medverkade även vid tillkomsten av Internationella grov- och fabriksarbetarefederationen och satt i dess styrelse 1926-1931.